# برگمن
برگمن یک نام خانوادگی سوئدی‌ست. افراد شاخص با این نام از این قرارند:
- اینگمار برگمان، کارگردان سوئدی
- دانیل برگمان، کارگردان سوئدی
- اینگرید برگمن، هنرپیشهٔ سوئدی
- الن برگمن، موسیقیدان آمریکایی
- اندرو برگمن، فیلم‌نامه‌نویس آمریکایی
- هنری برگمن، هنرپیشهٔ آمریکایی
- جمی برگمن، هنرپیشهٔ آمریکایی
- جف برگمن، صداپیشهٔ آمریکایی
- رونن برگمن، روزنامه‌نگار اسرائیلی
- ساندال برگمن، رقصندهٔ آمریکایی